# 콜럼비아 레코드 회사
콜럼비아 레코드는 일제 강점기 3대 레코사 중 하나다. 
채규엽(蔡奎燁)의 <순풍에 돛을 달고>, 강홍식(姜弘植)의 <봄이 왔네>, 폴리돌의 김용환(金龍煥, 작곡가 겸 가수)의 <부령청진>, <안개낀 섬>, 최남용(崔楠鏞)의 <버들잎 신세> 등과 1929년 오케이 레코드에서 <타향살이>(손목인 곡)로 데뷔한 고복수는 연달아 <사막의 한>, <짝사랑> 등으로 히트하였다. 이 밖에 작곡가 김준영(金駿泳), 한상기(韓相基) 등을 위시하여 가수로는 전옥(全玉)·석금성(石金星)·김인숙(金仁淑)·장옥조(張玉祚) 등이 활약하였다.